# Mijaíl Antónov
Mijaíl Ignátievich Antónov (en ruso: Михаил Игнатьевич Антонов; 1871-1933) es un artista gráfico ruso-soviético, autor de una de las mejores estampillas de la temprana URSS - “Proletario liberado” (1921).

## Biografía
Mijaíl Antónov se educó en la Academia de artes de San Petersburgo. En 1894 obtuvo por sus trabajos una  medalla de plata, mientras que en 1896 recibió el título de artista de clase en 3r grado.
En 1918 Antónov fue destacado como líder de clase de grabadores de la Escuela Superior de Arte. Entre 1922 y 1927 trabajó como instructor en los Talleres de Enseñanza Superior del Arte y de la Técnica.

## Actividad creativa

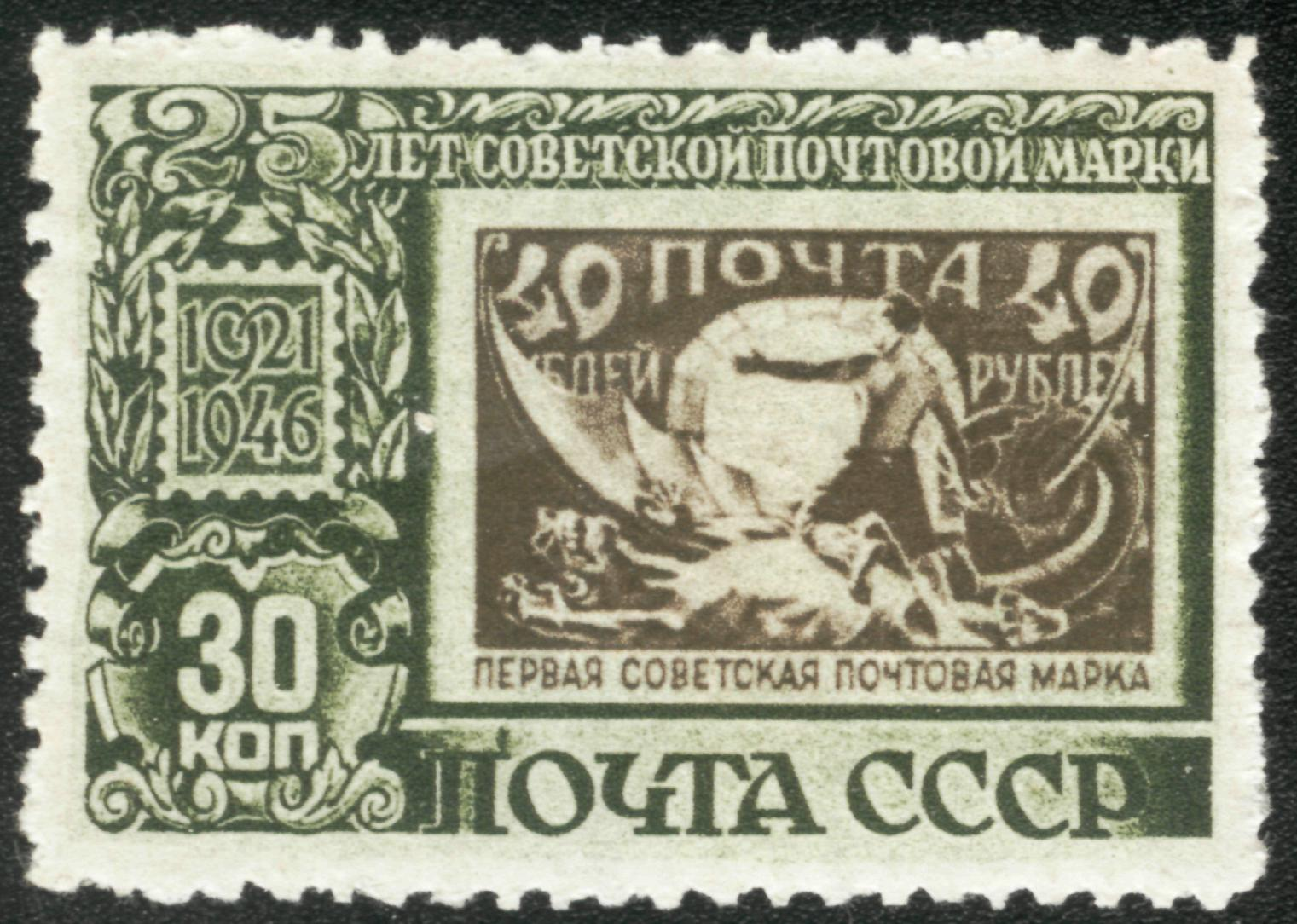
Sello conmemorativo de 30 kop. de 1946 muestra el sello “Proletario liberado” de 1921

Mijaíl Antónov dibujaba con propiedad, con mucha expresividad, limpieza y definición. Su trabajo recibió repetidamente diversos premios, como el de  1904,  por sus ilustraciones en xilografía para la historia de Tolstói “Tu perderás el fuego - no lo extinguirás”
(del ruso: '“Упустишь огонь — не потушишь”').
Sus trabajos se conservan en un número de museos nacionales y en la Academia de Artes de San Petersburgo.

## Sello postal
Mijaíl Antónov participó en la creación de la primera estampilla estándar de RSFS de Rusia en 1921. En particular, para el modelo de los 40 rublos - “Proletario liberado” (Catálogo de la FAC n.º 7). Este fue la primera y única estampilla de Antónov, y constituye una de las mejores miniaturas postales de la URSS.